# Pleiocarpidia pilosa
Pleiocarpidia pilosa är en måreväxtart som först beskrevs av Henry Nicholas Ridley, och fick sitt nu gällande namn av Cornelis Eliza Bertus Bremekamp. Pleiocarpidia pilosa ingår i släktet Pleiocarpidia och familjen måreväxter. Inga underarter finns listade i Catalogue of Life.